# نوربرت شليغل
نوربرت شليغل (بالألمانية: Norbert Schlegel)‏ (9 مارس 1961 في ألمانيا - ) هو مدرب كرة قدم ولاعب كرة قدم ألماني في مركز الدفاع. لعب مع غرويتر فورت ونادي ساربروكن ونادي نورنبرغ ونادي هرتا برلين وSpVgg Stegaurach ‏ وSV Memmelsdorf ‏.

## وصلات خارجية
- نوربرت شليغل على موقع قاعدة بيانات كرة القدم.إي يو (الإنجليزية)
- نوربرت شليغل على موقع بيانات كرة القدم. دي إي (الألمانية)
- نوربرت شليغل على موقع عالم كرة القدم.نت (الإنجليزية)